# Steinatalsperre
Die Steinatalsperre ist eine aus Talsperre, Wasserwerk und Staubecken bestehende Stauanlage im Harz. Sie liegt nahe der Ortschaft Steina im gemeindefreien Gebiet Harz des Landkreises Göttingen in Niedersachsen.
Die Talsperre wurde am 19. November 1954 als Rückhaltebecken eingeweiht und dient seit 1958 als Trinkwassertalsperre. Ihr insgesamt 8,5 m hoher Staudamm staut die Steina zum Steinastaubecken auf. Sie dient der Trinkwasserversorgung der Ortschaften Bad Sachsa, Osterhagen, Nüxei und Steina, weshalb sie mit den umliegenden Wäldern in einem Wasserschutzgebiet liegt.

## Geographische Lage
Die Steinatalsperre liegt im Oberharz im Naturpark Harz. Sie erstreckt sich etwa 2,2 km nordnordwestlich von Steina, einem Ortsteil von Bad Sachsa am Ichte-Oberlauf Steina (auch Steinaer Bach genannt) – im Steinatal – und gehört zum Einzugsgebiet der Elbe. Nordöstlich erhebt sich als Westausläufer des Nesselkopfs (581,6 m ü. NHN) der Nesseltalskopf (ca. 580 m), südöstlich als Südsüdwestausläufer des Nesselkopfs der Steintalskopf (ca. 480 m) und westlich der Hüttenberg (509 m).

## Staudamm
Der Erdschüttdamm entstand zwischen 1950 und 1954. Er ist 8 m über der Talsohle und 8,5 m über der Gründungssohle hoch. Die Bauwerkskrone befindet sich auf etwa 377,5 m Höhe, sie ist rund 80 m lang, an ihrer Krone zirka 4 m und an ihrer Basis etwa 40 m breit. Das Bauwerksvolumen enthält zirka 15.000 m³ Erdmaterial.

## Wasserwerk
Etwa 550 m unterhalb des Staudamms steht nahe dem Waldhotel im Steinatal das Wasserwerk, das 1958 seinen Betrieb aufnahm. Es dient der Trinkwasserversorgung von Bad Sachsa, Osterhagen, Nüxei und Steina.
Im März 2024 erfolge der Spatenstich für den Neubau des Wasserwerks im Steinatal. Als Projekt „Klimawandelgerechte Trinkwasseraufbereitung am Beispiel der Talsperre Steina“, bekommt der Wasserwerk Neubau eine Förderung des Bundesministerium für Umwelt, Naturschutz, nukleare Sicherheit und Verbraucherschutz (BMUV) aufgrund eines Beschlusses des Deutschen Bundestages.
Die Fertigstellung des Wasserwerkes ist für Ende 2024 geplant. Zeitgleich mit dem Spatenstich, haben die Stadtwerke Bad Sachsa auch einen neuen Internetauftritt eigens für die Talsperre freigeschaltet.
Bis zu 250.000 Kubikmeter Trinkwasser werden nach der Inbetriebnahme jährlich in das Netz der Stadtwerke Bad Sachsa eingespeist, das sind etwa 55 Prozent des jährlichen Wasserverbrauchs der Stadt.
Die Aufbereitung des Trinkwassers erfolgt mit dem Biofiltrationsprinzip unter Einsatz von Ozon, welches vor Ort aus der Umgebungsluft hergestellt wird – vollständig ohne den Zusatz von Chlor.
Das neue Wasserwerk an der Talsperre in Steina wurde am 1. Juni 2025, nach knapp einem Jahr Bauzeit, mit einer offiziellen Einweihungsfeier übergeben.

## Staubecken
Das Steinastaubecken  erstreckt sich in Nordnordwest-Südsüdost-Richtung auf etwa 300 m Länge und ist maximal rund 60 m breit. Es hat zirka 70.000 m³ (70 Mio. L) Speicherraum und 75.000 m³ (75 Mio. L) Gesamtstauraum. Sein Stauziel liegt auf etwa 375 m Höhe.

## Anfahrt und Wandern
Zur Steinatalsperre gelangt man von Steina auf der Steinatalstraße. Vom am Ende dieser Sackgasse beim Waldhotel im Steinatal gelegenen Parkplatz Steinatal läuft man etwa 550 m bis zum Staudamm. Von dort aus kann man zum Beispiel nach Bad Sachsa, Bad Lauterberg oder zum Ravensberg wandern.
Die Steinatalsperre war bis 2016 als Nr. 43 in das System der Stempelstellen der Harzer Wandernadel einbezogen. Die Stempelstelle befindet sich wenige Meter südöstlich und damit unterhalb des Staudamms an einem kleinen Rastplatz (ca. 375 m; ⊙).